# Żytni Hory
Żytni Hory (ukr. Житні Гори) – wieś na Ukrainie, w obwodzie kijowskim, w rejonie białocerkiewskim, w hromadzie Rokytne. W 2001 roku liczyła 2347 mieszkańców.
Według Słownika Geograficznego Królestwa Polskiego w 1790 r. wieś zamieszkiwało 616 mieszkańców, w 1863 r. – 1351, a w końcu XIX wieku, kiedy wieś należała do dóbr białocerkiewnych Branickich, – 2264 mieszkańców. W tym czasie we wsi znajdować miała się drewniana cerkiew pod wezwaniem Św. Józefa Oblubieńca z 1766 r., przebudowana w 1854 r.